# エスアイエレクトロニクス
エスアイエレクトロニクスとは、かつてアーケードゲーム基板を開発していた企業。加賀電子の子会社。

## 沿革
- 1992年4月 - 株式会社セガの100%子会社として設立。
- 2001年7月 - サミー株式会社が株式の90%を取得し、サミーの子会社となる[1]。
- 2003年 - セガからドリームキャストの余剰部材を大量に購入したこととアーキテクチャ技術のライセンス供与を得たサミーよりシステムXという名前でアーケード基板の設計・開発を受ける。のちのATOMISWAVEとしてリリース。
- 2008年7月 - 加賀電子株式会社がセガとサミーの両社が保有する株式を取得し、加賀電子株式会社の子会社になる[2][3]。
- 2009年2月 - 自社開発によるアーケードゲーム基板であるSYSTEM BOARD Y2を発表。
- 2010年9月 - アーケードゲーム基板であるSYSTEM BOARD Y3を発表。
- 2016年10月 - 加賀電子グループ再編に伴い、加賀コンポーネント株式会社へ事業譲渡[4]。
- 2017年5月 - 清算が結了し、解散。